# Phragmopeltis siparunae
Phragmopeltis siparunae är en svampart som beskrevs av Henn. 1904. Phragmopeltis siparunae ingår i släktet Phragmopeltis, divisionen sporsäcksvampar och riket svampar.   Inga underarter finns listade i Catalogue of Life.